# Taizonia excavata
Taizonia excavata es una especie de insecto coleóptero de la familia Chrysomelidae.
Fue descrita científicamente en 1993 por Wang in Wang & Yu.